# ブライアン・タンガ
ブライアン・タンガ（Brian Tanga、1995年9月13日 - ）は、ケニアのラグビーユニオン選手。

## プロフィール
- ケニア・ブシア（英語版）出身[1]。
- ポジションはスクラムハーフ(SH)、ウィング(WTB)。
- 身長 155cm、体重 70kg
- ケニア代表キャップは7（2024年7月現在）[2]。

## 略歴
2024年、パリ2024五輪の7人制ケニア代表に選ばれた。